# Никола Иванов
Никола Иванов Иванов (буг. Никола Иванов Иванов; 2. март 1861, Калофер – 10. септембар 1940, Софија) је био бугарски генерал и министар одбране Кнежевине Бугарске.
Један од првих дипломаца Генералштабне војне академије у Санкт Петербургу, борио се као добровољац током Руско-турског рата. Иванов је затим постао начелник штаба бугарске војске између 10. маја 1894. и 29. новембра 1896. године, а затим министар рата између 29. новембра 1896. и 30. јануара 1899. године. Током Првог балканског рата, Иванов је водио бугарску Другу армију током успешне опсаде Једрена. Дана 4. јула његова војска је поражена у бици код Кукуша током Другог балканског рата, месец дана касније његове трупе су успеле да зауставе надолазећу грчку војску у бици код Кресне клисуре када се катастрофално завршио Други балкански рат за Бугарску.

## Биографија
Никола Иванов Иванов рођен је 2. марта 1861. године у Калоферу. Студирао је у Априловској гимназији у Габрову, а затим у Царском лицеју Галасарај у Истанбулу (1875–1877). Учествовао је у Руско-турском рату као добровољац. После рата кратко је боравио у Пловдиву да би 1878. отишао у Војну школу у Софији коју је дипломирао следеће године. 22. маја 1879. унапређен је у чин потпоручника. Исте године постављен је у милицију Источне Румелије као млађи официр и служио је у 1. и 2. пловдивској чети. Дана 9. фебруара 1881. унапређен је у првог поручника.
Учествовао је у уједињењу Бугарске. Дана 9. септембра 1885. унапређен је у капетана и наредбом бр. 4 истог дана постављен за команданта Тарновско-сејменског одреда.

### Српско-бугарски рат
За време српско-бугарског рата, радио је за начелника Централне колоне Западног одреда. Учествовао је у бици за Пирот у којој је бугарска војска победила.
После рата 1886. године постављен је за Флигеловог ађутанта кнеза Александра I Батенберга, а затим за начелника Одељења за грађевинску инспекцију Министарства одбране. 1. априла 1887. унапређен је у мајора. Године 1888. био је командант 10. пешадијског пука, 1889. начелник штаба 4. бригаде и 1890. године 4. коњичког пука. 2. августа унапређен је у потпуковника. Потом је био помоћник начелника Главног штаба војске (1891–1894), а затим начелник Штаба (1894–1896). 2. августа 1895. унапређен је у пуковника. Од 17. до 29. новембра 1896. био је привремено на челу Министарства одбране.
Никола Иванов је био министар одбране у Влади Константина Стоилова (1896–1899), командовао је 4. преславском пешадијском (1899–1903) и 2. трачком пешадијском дивизијом (1903–1907). 15. новембра 1900. унапређен је у чин генерал-мајора. Од 1907. постављен је за начелника 2. војно-инспекцијске области.
Да би прославио 25. годишњицу свог доласка у Бугарску, цар Фердинанд је 2. августа 1912. године унапредио шест генерал-мајора у генерал-потпуковнике, а Иванов је био један од њих. То је био први пут у Трећем бугарском царству да је тај чин дат активним официрима.

### Балкански ратови
Током Првог балканског рата Никола Иванов је командовао 2. армијом од септембра 1912. до јула 1913. године. Био је задужен за опсаду и заузимање Једрена заједно са Ђорђи Вазовом и Степом Степановићем.
Током Другог балканског рата, бројчано надјачана Бугарска 2. армија водила је жестоке борбе против целе грчке војске и морала је да се повуче после катастрофалних губитака током битке код Кукуша, а касније је зауставила и опколила Грке у бици код Креснанске клисуре. Иванов је смењен у команди 2. армије у јулу 1913, а 7. августа након прекида ватре иступио је из бугарске војске.
Током Првог светског рата остао је у резерви. У то време је деловао као јавна личност и публициста. Изабран је за председника удружења резервних официра у Софији. 6. маја 1936. унапређен је у генерала пешадије.
Никола Иванов је преминуо 10. септембра 1940. године у Софији.

## Награде
- Орден за храброст II степен; IV класа
- Орден Светог Александра I и II степена са брилијантима
- Орден за војне заслуге I степена
- Орден Старе планине 1. степена са мачевима - постхумно одликован 20. децембра 2012.[3]
- Руски орден Свете Ане 1. и 2. степена са брилијантима
- Италијански орден круне Италије, витез Великог крста
- Немачки орден пруске круне 1. степена
- Аустроугарски орден Франца Јозефа 2. степена
- Османски орден Меџидије, 1. степена
- Османски Орден Османије 2. класе
- Румунски орден румунске круне, велики официр
- Српски орден Таковског крста I степена[4]
- Српски орден Светог Саве I степена[4]

## Фусноте
1. ↑  Hall 2002, стр. 121–122.
2. ↑  Славова, С., Дойнова, Ц., Балканската война през погледа на един французин - сборник от документи, София, 1977, Военно Издателство, pp. 57-58
3. ↑  Указ № 436 от 20 декември 2012 г. за награждаване посмъртно с орден „Стара планина“ първа степен с мечове на генерал от пехотата Никола Иванов Иванов Архивирано 2016-03-04 на сајту  (Държавен вестник, брой 2, 8.1.2013, стр. 3)
4. 1 2  Acović, Dragomir (2012). Slava i čast: Odlikovanja među Srbima, Srbi među odlikovanjima. Belgrade: Službeni Glasnik. стр. 364.